# Dolina Zachwytu

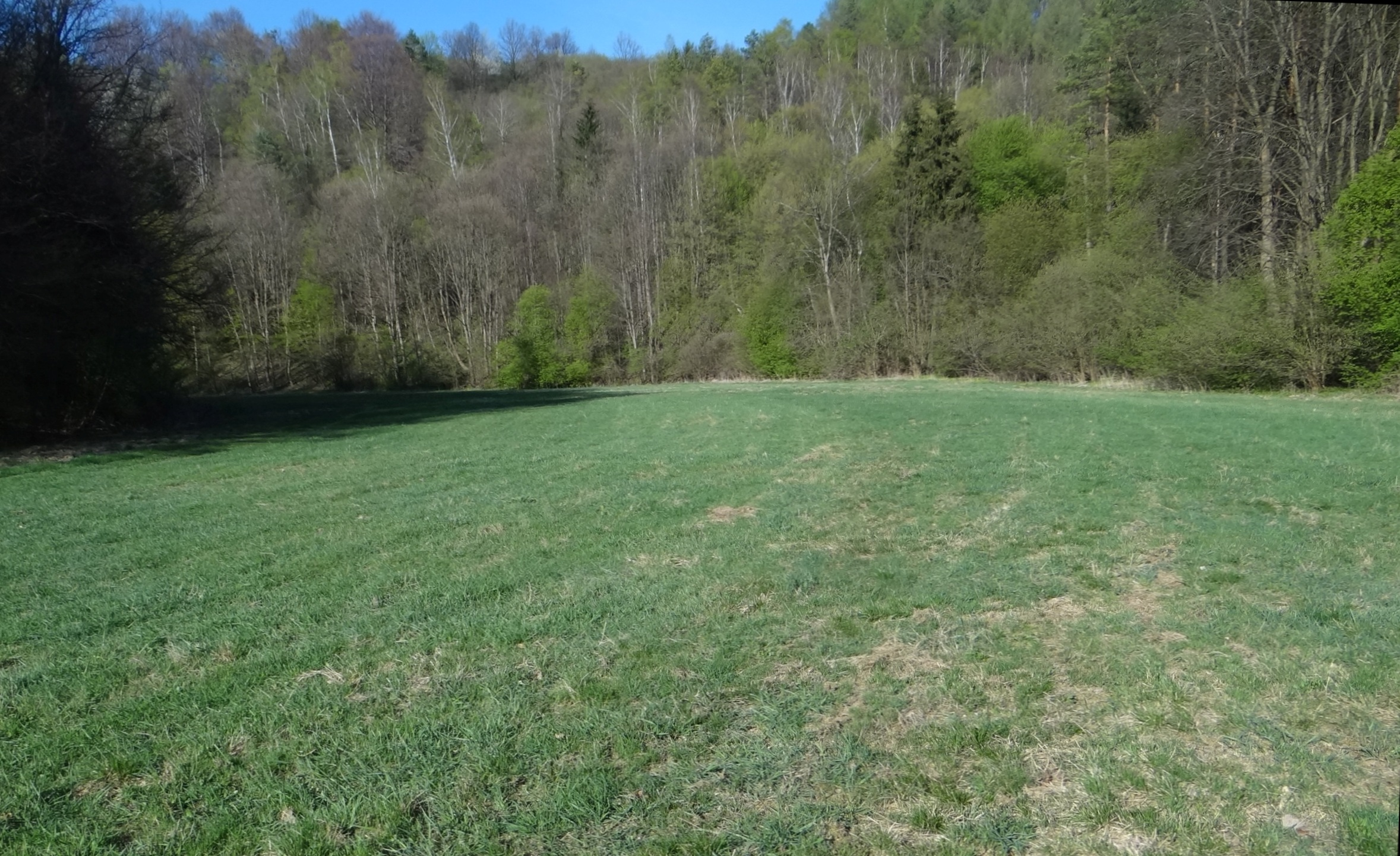
Płaskie dno doliny pokryte łąkami

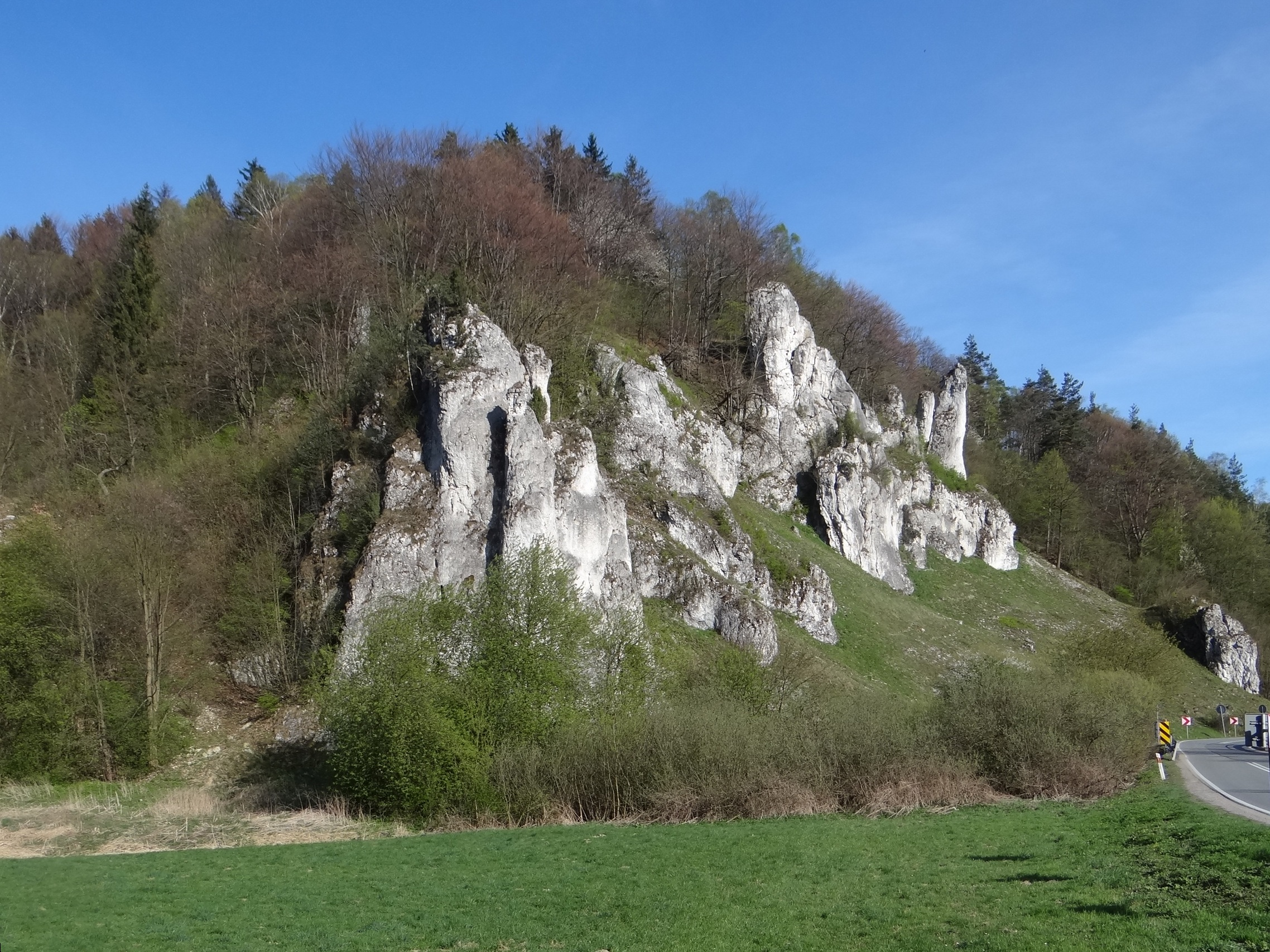
Skały Wdowie w wylocie Doliny Zachwytu

Dolina Zachwytu, Dolina Młynnicka, Dolina Zachwycenia, Dolina Miłości – dolina na Wyżynie Olkuskiej, w większości znajdująca się w obrębie Ojcowskiego Parku Narodowego. Jest bocznym, lewym odgałęzieniem Doliny Prądnika. Ma wylot mniej więcej w połowie drogi pomiędzy Zamkiem w Pieskowej Skale a Grodziskiem. Jest łatwo rozpoznawalna, w jej górnej części znajduje się bowiem Skała Zachwytu, a w wylocie dobrze widoczne z tej drogi Skały Wdowie.
Nazwę Dolina Zachwytu (Zachwycenia) nadał prof. Władysław Konopczyński. Jej strome zbocza porasta las, a płaskie dno łąki. Są to łąki użytkowane gospodarczo, ich skład gatunkowy jest więc bardzo ubogi. Jednak u wylotu doliny znajduje się jedyne na Wyżynie Krakowsko-Częstochowskiej stanowisko chabra miękkowłosego (Centaurea mollis). Nieco poniżej tego stanowiska wypływa Źródło Radości zasilające niewielki potok, lewy dopływ Prądnika.
Nazwa Dolina Młynnicka pochodzi zapewne od należącego do Woli Kalinowskiej przysiółka Młynnik. Znajdowały się w nim liczne młyny na potoku Prądnik. Naprzeciwko wylotu Doliny Zachwytu znajdują się jeszcze częściowo zachowane urządzenia młyna Krzemienia w Woli Kalinowskiej.
Doliną Zachwytu poprowadzono szlak turystyki pieszej i rowerowej.